# Haworthia decipiens
Haworthia decipiens ist eine Pflanzenart der Gattung Haworthia in der Unterfamilie der Affodillgewächse (Asphodeloideae).

## Beschreibung
Haworthia decipiens wächst stammlos und sprosst langsam. Die aufsteigenden, breit eiförmigen, gelegentlich zugespitzten Laubblätter bilden eine Rosette mit einem Durchmesser von bis zu 20 Zentimetern. Die leuchtend grüne Blattspreite ist relativ dünn. Am Blattrand befinden sich wenige, an ihrer Basis breite Dornen.
Der kräftige Blütenstand erreicht eine Länge von bis zu 40 Zentimeter. Die zahlreichen, dichtstehenden, breiten Blüten sind an der Basis der Blütenröhre flach.

## Systematik und Verbreitung
Haworthia decipiens ist in den südafrikanischen Provinzen Westkap und Ostkap verbreitet.
Die Erstbeschreibung durch Karl von Poellnitz wurde 1930 veröffentlicht.
Es werden folgende Varietäten unterschieden:
- Haworthia decipiens var. decipiens
- Haworthia decipiens var. cyanea M.B.Bayer
- Haworthia decipiens var. minor M.B.Bayer
- Haworthia decipiens var. pringlei (C.L.Scott) M.B.Bayer

## Nachweise